# Side by Side (album)
Side by Side è un album del 1959 dei musicisti e compositori jazz Duke Ellington e Johnny Hodges.
Considerato uno dei migliori tra i dischi registrati insieme da Ellington e Hodges (insieme a quello pubblicato nello stesso anno, registrato sempre con Hodges, Back to Back: Duke Ellington and Johnny Hodges Play the Blues), l'album fu l'occasione per il pianista di suonare con una piccola formazione e non con una grande orchestra.

## Tracce
Lato A
1. Stompy Jones (Duke Ellington) – 6:38
2. Squeeze Me (Fats Waller, Clarence Williams) – 4:36
3. Big Shoe (Jimmy Hamilton) – 5:37
4. Going Up (D. Ellington) – 4:51

Lato B
1. Just a Memory (Ray Henderson, Lew Brown, Buddy DeSylva) – 5:53
2. Let's Fall in Love (Harold Arlen, Ted Koehler) – 6:47
3. Ruint (Mercer Ellington, Johnny Hodges) – 2:32
4. Bend One (Hodges) – 2:59
5. You Need to Rock (Hodges) – 5:52

## Formazione

### Tracce 1, 2 e 4 lato A
- Duke Ellington – pianoforte
- Johnny Hodges – sax alto
- Harry "Sweets" Edison – tromba
- Les Spann – flauto (traccia 4), chitarra
- Al Hall – basso
- Jo Jones – batteria

Tracce registrate il 26 febbraio 1959

### Traccia 3 lato A e tutto il lato B
- Johnny Hodges – sax alto
- Roy Eldridge – tromba
- Lawrence Brown – trombone
- Ben Webster – sax tenore
- Billy Strayhorn – pianoforte
- Wendell Marshall – basso
- Jo Jones – batteria

Tracce registrate il 14 agosto 1958